# Shannon Woodward
Shannon Marie Woodward (Phoenix, 17 de dezembro de 1984) é uma atriz norte-americana, conhecida por interpretações como Sabrina em Raising Hope, Di Di Mallory em The Riches e Elsie Hughes em Westworld. Ela dá voz e captura de movimento para a personagem Dina do jogo The Last of Us Part II (2020).

## Filmografia
| Ano  | Título                        | Papel              | Notas                      |
| ---- | ----------------------------- | ------------------ | -------------------------- |
| 2005 | Man of the House              | Emma Sharp         | Filha do Roland Sharp      |
| 2005 | The Quiet                     | Fiona              |                            |
| 2007 | Sunny & Share Love You        | Girl on the Street |                            |
| 2007 | The Comebacks                 | Emily              |                            |
| 2008 | The Haunting of Molly Hartley | Leah               |                            |
| 2009 | The Shortcut                  | Lisa               |                            |
| 2010 | Girlfriend                    | Candy              |                            |
| 2012 | Katy Perry: Part of Me        | Ela mesma          | Melhor amiga de Katy Perry |
| 2012 | Adult World                   | Candace            |                            |
| 2013 | Claire's Cambodia             | Claire             |                            |
| 2014 | Search Party                  | Tracy              |                            |

| Ano       | Título                               | Papel                        | Notas                                                                             |
| --------- | ------------------------------------ | ---------------------------- | --------------------------------------------------------------------------------- |
| 1991-1994 | Clarissa Explains It All             | Missy Alien 3                | Episódios: "Revenge", "Alter Ego" Episódio: "UFO"                                 |
| 1995      | Family Reunion: A Relative Nightmare | Leigh Dooley                 | Filme Televisivo                                                                  |
| 1996      | Tornado!                             | Lucy                         | Filme Televisivo                                                                  |
| 1997      | True Women                           | Cherokee Woods (com 13 anos) | Filme Televisivo                                                                  |
| 2000      | The Drew Carey Show                  | Rapariga da Cafeteria        | Episódio: "Be Drew to Your School"                                                |
| 2001      | Crossing Jordan                      | Lucy (Não creditado)         | Episódio: "Piloto"                                                                |
| 2001      | Malcolm in the Middle                | Tammy                        | Episódio: "Houseboat"                                                             |
| 2001-2002 | Grounded for Life                    | Kristina                     | Episódios: "In My Room", "Jimmy's Got a Gun" "Is She Really Going Out with Walt?" |
| 2002      | Greetings from Tucson                | Chrissy                      | Episódio: "Popularity"                                                            |
| 2003      | Without a Trace                      | Vicki Johnson                | Episódio: "Sons and Daughters"                                                    |
| 2003      | Boston Public                        | Allison Marianne Karr        | Episódio: "Capitulo 69" Episódio: "Capitulo 74"                                   |
| 2004      | Medical Investigation                | Danielle Johnson             | Episódio: "The Unclean"                                                           |
| 2005      | Quintuplets                          | Bailey                       | Episódio: "Chutes and Letters"                                                    |
| 2006      | Cold Case                            | Raquel Montero (1994)        | Episódio: "Detention"                                                             |
| 2007      | Psych                                | Alice Bundy                  | Episódio: "Scary Sherry: Bianca's Toast"                                          |
| 2007      | Law & Order: Special Victims Unit    | Cecilia Strayer              | Episódio: "Svengali"                                                              |
| 2007-2008 | The Riches                           | Di Di Malloy                 | Papel Principal                                                                   |
| 2009      | Limelight                            | Zoe Green                    | Filme Televisivo                                                                  |
| 2009      | Criminal Minds                       | Linda Jones                  | Episódio: "Zoe's Reprise"                                                         |
| 2009      | ER                                   | Kelly Taggart                | Episódio: "A Long, Strange Trip" Episódio: "T-Minus-6"                            |
| 2010-2014 | Raising Hope                         | Sabrina Collins              | Elenco Principal                                                                  |
| 2012      | Garfunkel and Oates                  | Jane                         | Série de TV                                                                       |
| 2016      | Westworld                            | Elsie Hughes                 | Série de TV                                                                       |

| Ano  | Título                  | Papel |
| ---- | ----------------------- | ----- |
| 2020 | The Last of Us: Part II | Dina  |

## Ligações Externas
- Shannon Woodward. no IMDb.
- Shannon Woodward no X